# マリア・テレサ王女 (ベラスケスの絵画)
『マリア・テレサ王女』（マリア・テレサおうじょ、独: Infantin Maria Teresa、英: Infanta Maria Theresa of Spain）は、スペインのバロック絵画の巨匠ディエゴ・ベラスケスがキャンバス上に油彩で描いた絵画である。1652-1653年に制作され、王女マリア・テレサが14歳の時の肖像画である。マリア・テレサ (1638-1683年) はフェリペ4世とブルボン家のイサベル・デ・ボルボンとの間に生まれ、唯一成人した子供である。彼女は継母で従姉妹のマリアナ・デ・アウストリアより4歳若いが、よく似た容姿で、かつては絵画がよく混同された。本作はフェリペ4世によりウィーンのハプスブルク家の宮廷に送られ、1653年にフェルディナント3世に受理された。現在、ウィーンの美術史美術館に所蔵されている。 

## 作品
本作はベラスケス晩年の肖像画中の傑作の1つと見なされている。暗い背景の中、真珠の飾りをあしらった銀灰色のドレスを身に着け、光に照らされている王女は、荘厳なポーズで表されている。作品の謹厳さ、公式性がドレスの上の2つの時計によって強調されている一方、輪骨スカートが透けて見える左手のハンカチは絵画のハイライトの１つとなっている。絵画は絵具を薄塗りし、画布の上を滑るかのように流麗な仕上げである。衣装と宝石のきわめて洗練された彩色は驚嘆すべきものであり、色彩のニュアンスは微妙に変化している。筆致はそれ自身の生命力によって織物と事物を輝かせ、素晴らしい反射を作り出している。ベラスケスの作品では、影でさえも不透明ではなく透明である。
不幸にも、本作は長い年月の間にひどい損傷を受けた。その修復の拙さは、顔、とりわけ口と目にはっきりと現れている。また、キャンバスも描かれた時はもっと大きく、それが現在のサイズにまで切断された可能性が高い。
ベラスケスと彼の助手たちは、1663年にマリア・テレサ王女の肖像3点をそれぞれウィーン、ブリュッセル、パリの花婿候補たちに送った (王女は最終的にルイ14世と結婚した) 。他の2点のヴァージョンは現在ボストン美術館とルーヴル美術館に所蔵されているが、どちらもベラスケスの真筆とは認められていない。ボストンの作品は全身像で、ウィーンにある本作もかつては全身像として描かれたに違いない。一方、ルーヴル美術館の作品は半身像である。